# NGC 1529
NGC 1529 je galaksija u zviježđu Mreži.

## Vanjske poveznice
- SEDS: NGC 1529